# Frühlingsanfang

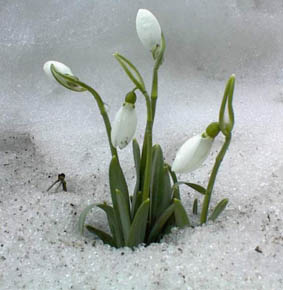
Ein Frühlingsbote: schneeumgebenes Schneeglöckchen, Blüten noch ungeöffnet

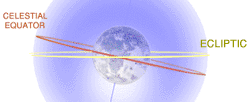
Der Himmelsäquator (englisch celestial equator) ist um ≈ 23,5° zur Ebene der Ekliptik geneigt. Die Schnittpunkte sind die Äquinoktien

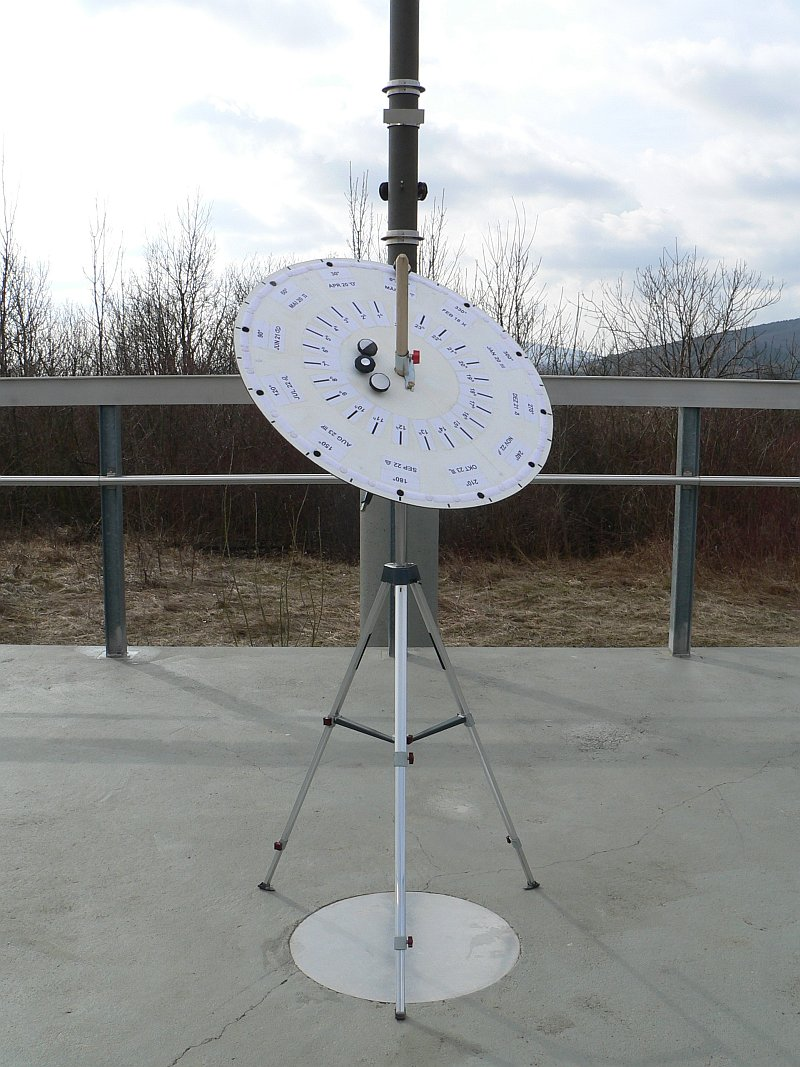
Lage der Ekliptik mittags zu Frühlingsbeginn, Blick nach Süden

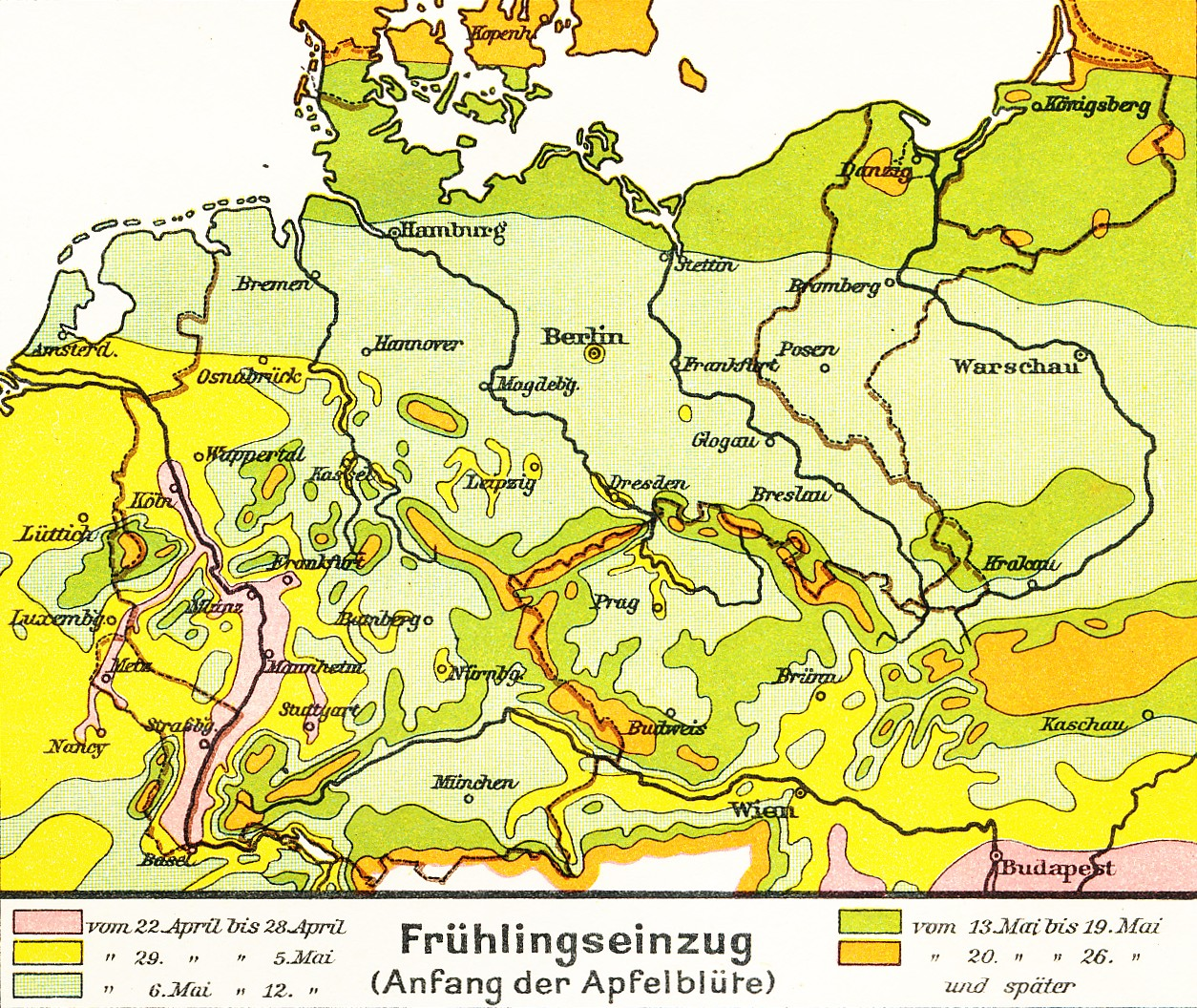
Frühlingseinzug (Anfang der Apfelblüte) in Mitteleuropa auf einer historischen Karte aus dem Jahr 1930

Der Frühlingsanfang oder Frühlingsbeginn kann auf verschiedene Weise bestimmt werden und neben dem astronomischen Anfang der Jahreszeit des Frühlings auch meteorologisch nach Monaten oder phänologisch nach dem Entwicklungsstand von Pflanzen oder durch Vorschriften einer Religion festgelegt werden.

## Nordhalbkugel

### Astronomisch
Astronomisch wird der Frühling auf der Nordhalbkugel durch das Primär-Äquinoktium, die erste der zwei Tag-und-Nacht-Gleichen des Kalenderjahres, festgelegt. Die Sonne befindet sich dann genau im Frühlingspunkt der Erdbahn. Der kalendarische Eintrittszeitpunkt variiert und fällt, abhängig unter anderem vom Abstand zum letzten Schaltjahr und der Zeitzone, auf den 19., 20. oder 21. März. In der mitteleuropäischen Zeitzone fiel der Frühlingsanfang im Jahr 2011 letztmals in diesem Jahrhundert auf den 21. März; dies wird erst wieder 2102 geschehen. Zum ersten Mal seit 1796 wird er 2048 auf den 19. März fallen, und danach bis Ende des Jahrhunderts mindestens einmal alle vier Jahre.

### Meteorologisch
Für die Meteorologie-Statistik liegt der Frühlingsanfang auf der Nordhalbkugel der Erde wie bei allen Jahreszeiten an einem Monatsanfang, hier am 1. März. Der „meteorologische Frühlingsbeginn“ wurde von der Weltorganisation für Meteorologie (World Meteorological Organization, WMO), einer Unterorganisation der UN, festgelegt. So werden jeweils drei Monate den Jahreszeiten zugeordnet. Dezember, Januar und Februar sind die Wintermonate, der Frühling umfasst – meteorologisch gesehen – die Monate März, April und Mai, der Sommer die Monate Juni, Juli und August und der Herbst die Monate September, Oktober und November. Auf diese Weise können Statistiken (wie etwa Monatsmittelwerte) leichter erstellt und verglichen sowie Klimavergleiche leichter angestellt werden.

### Phänologisch
Phänologisch teilt sich der Frühling in Mitteleuropa in drei Phasen:
- Vorfrühling: Vom Blühbeginn der Schneeglöckchen und der Haselnuss, bis die Salweidenkätzchen pollengelb sind.
- Erstfrühling: Vom Blühbeginn der Forsythie und Laubaustrieb der Stachelbeere bis zum Blühbeginn der Birnbäume.
- Vollfrühling: Vom Blühbeginn der Apfelbäume und des Flieders bis zum Blühbeginn der Ebereschen und des Wiesenfuchsschwanzes.

Der phänologische Frühlingsbeginn wechselt nicht nur je nach der geografischen Länge und Breite, sondern auch nach der Höhe, nach den großen Klimagebieten und je nach kleinräumigen Klimaverhältnissen. So beginnen die einzelnen Frühlingsphasen in geschützten Lagen der Städte oft wesentlich früher als auf freiem Felde.
Der Frühling bewegt sich im Bergland langsam die Hänge hinauf, wobei er an den Südhängen früher als an den Nordhängen ist.
Der Vollfrühling beginnt in Europa im Südwesten Portugals bei Faro Ende Februar und zieht weiter nach Nordosten, wo er etwa am 20. April mit der Oberrheinischen Tiefebene Deutschland erreicht.
Danach zieht er im flachen Lande zügig weiter bis nach Finnland, das er Ende Mai erreicht. Er benötigt etwa 90 Tage für die Strecke von etwa 3600 Kilometern. Er zieht also mit einer Geschwindigkeit von durchschnittlich 40 Kilometer pro Tag durch Europa. Dem folgen die Zugvögel: Die Ankunft geschieht nach einem klaren Zeitplan. Star und Bachstelze künden den Vorfrühling an, Mauersegler und Nachtigallen kehren in den letzten Apriltagen zurück, wobei es auch Frühankömmlinge gibt. Zugvögel kehren im Süden früher zurück, in Skandinavien treffen sie später ein, auch für den Kuckuck ist dies belegt. Die Zugvögel gelten als Frühlingsboten, weil nun die Vogelstimmen in der Natur wieder zu hören sind.
In der Zeit des Frühlingsanfangs schwellen in den Alpen durch die Schneeschmelze Wasserfälle an, die im Sommer unauffällig sind, oder ganz verschwinden.
Von Jahr zu Jahr verändert sich der Zeitpunkt des phänologischen Frühlingsbeginns; offenbar gibt es eine Tendenz, dass der Frühling in Europa früher beginnt. Als ein Indiz dafür gilt, dass zahlreiche Zugvögel-Arten einige Tage früher als noch z. B. 1970 aus ihren Winterquartieren zurückkehren.
Für die Berechnung des Osterdatums wird stets der 21. März als Frühlingsbeginn verwendet.

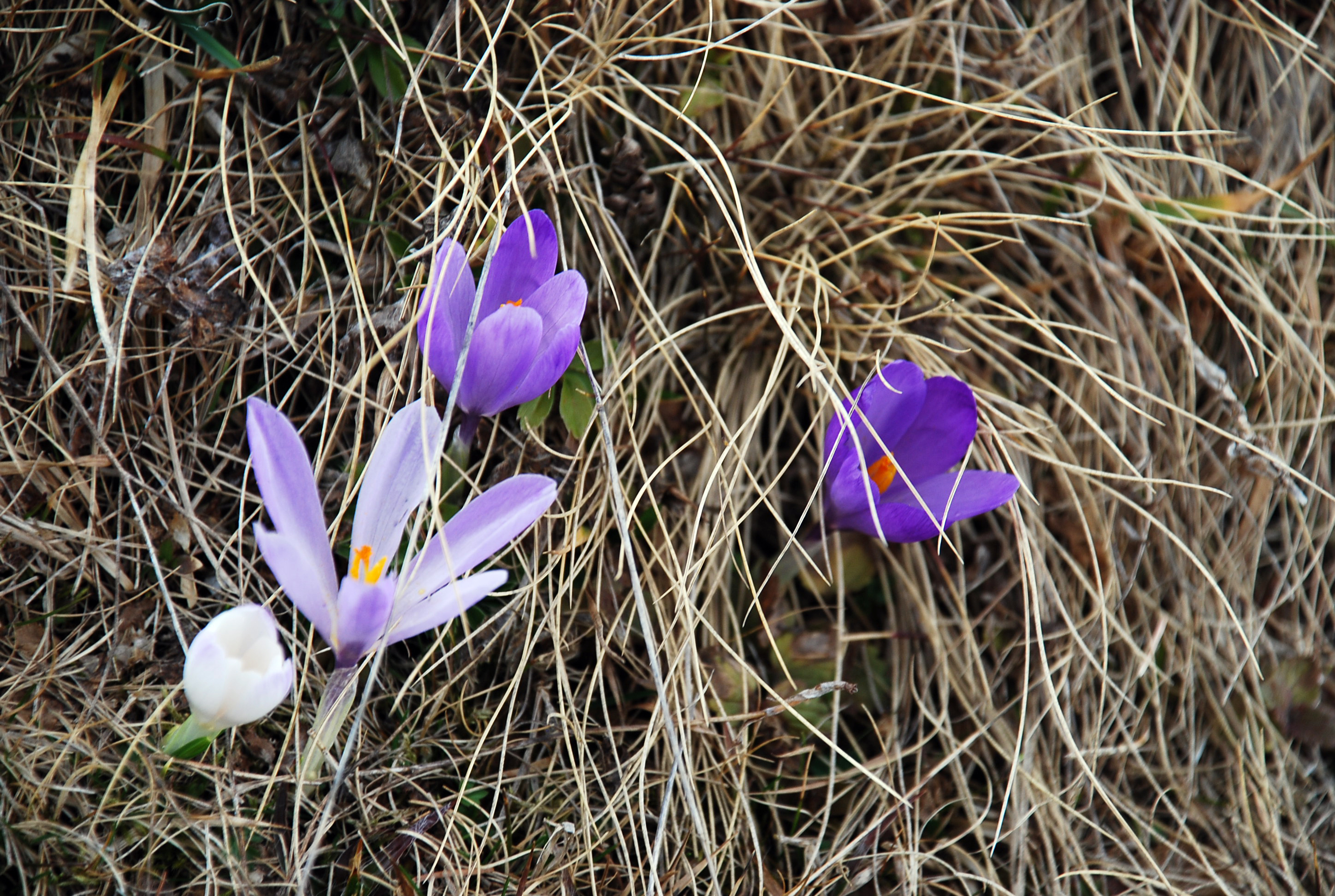
Frühlings-Krokus (Crocus vernus) auf der Hebalm
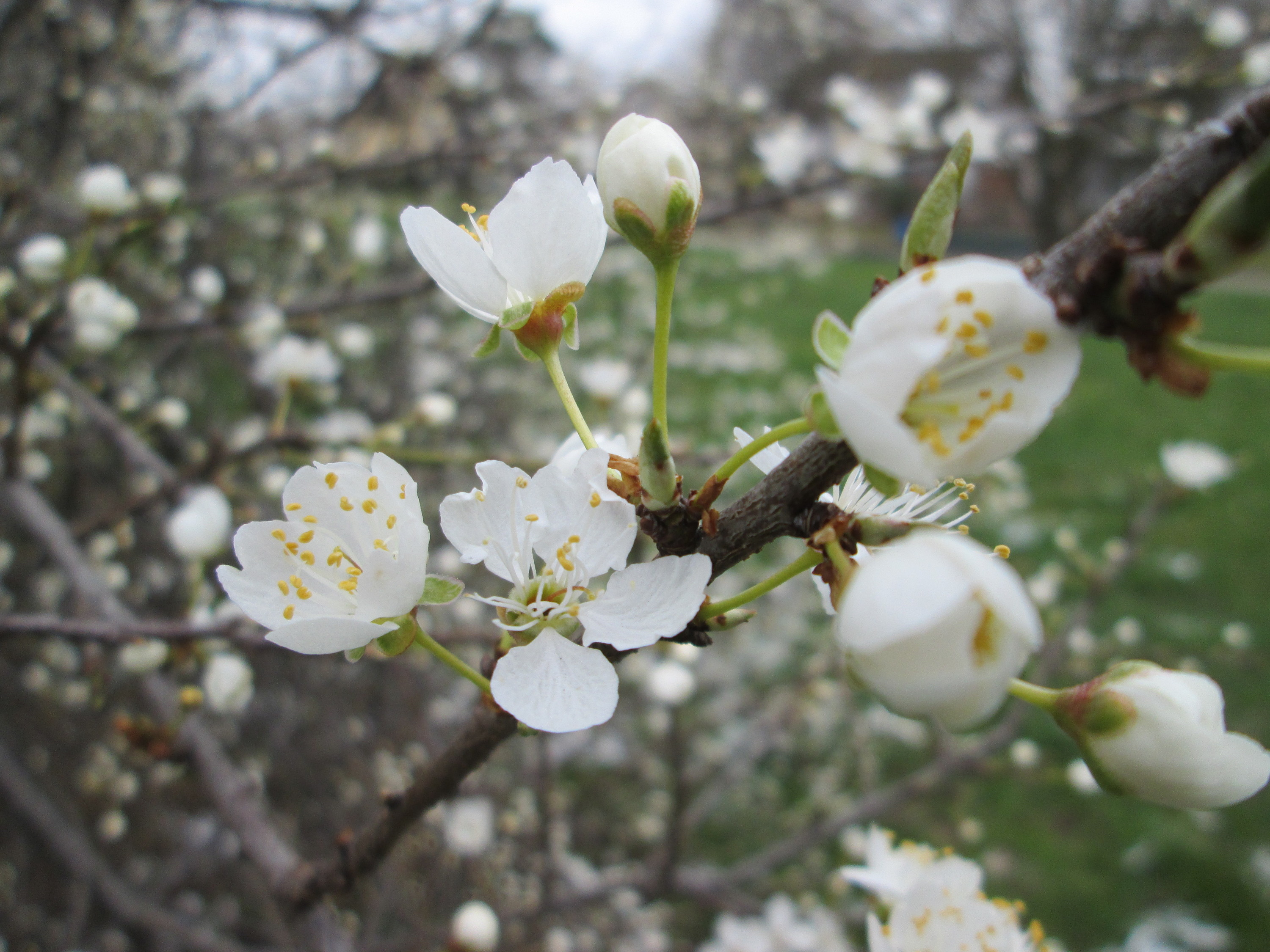
Blüten der Kirschpflaume (Prunus cerasifera) am 19. März 2018, Commons: Frühling 2018 im Gartenschaupark Hockenheim
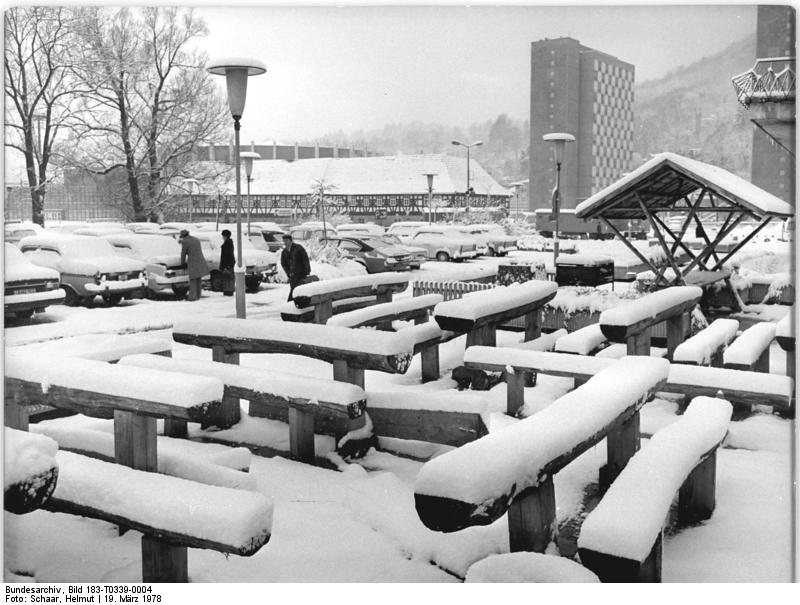
Am 19. März 1978 kehrte in Suhl, kurz vor Beginn des Frühlings, noch einmal der Spätwinter zurück
- Video, schmelzendes Eis im Februar 2016
- Riesachfälle vor der Schneeschmelze, 6. April 2013
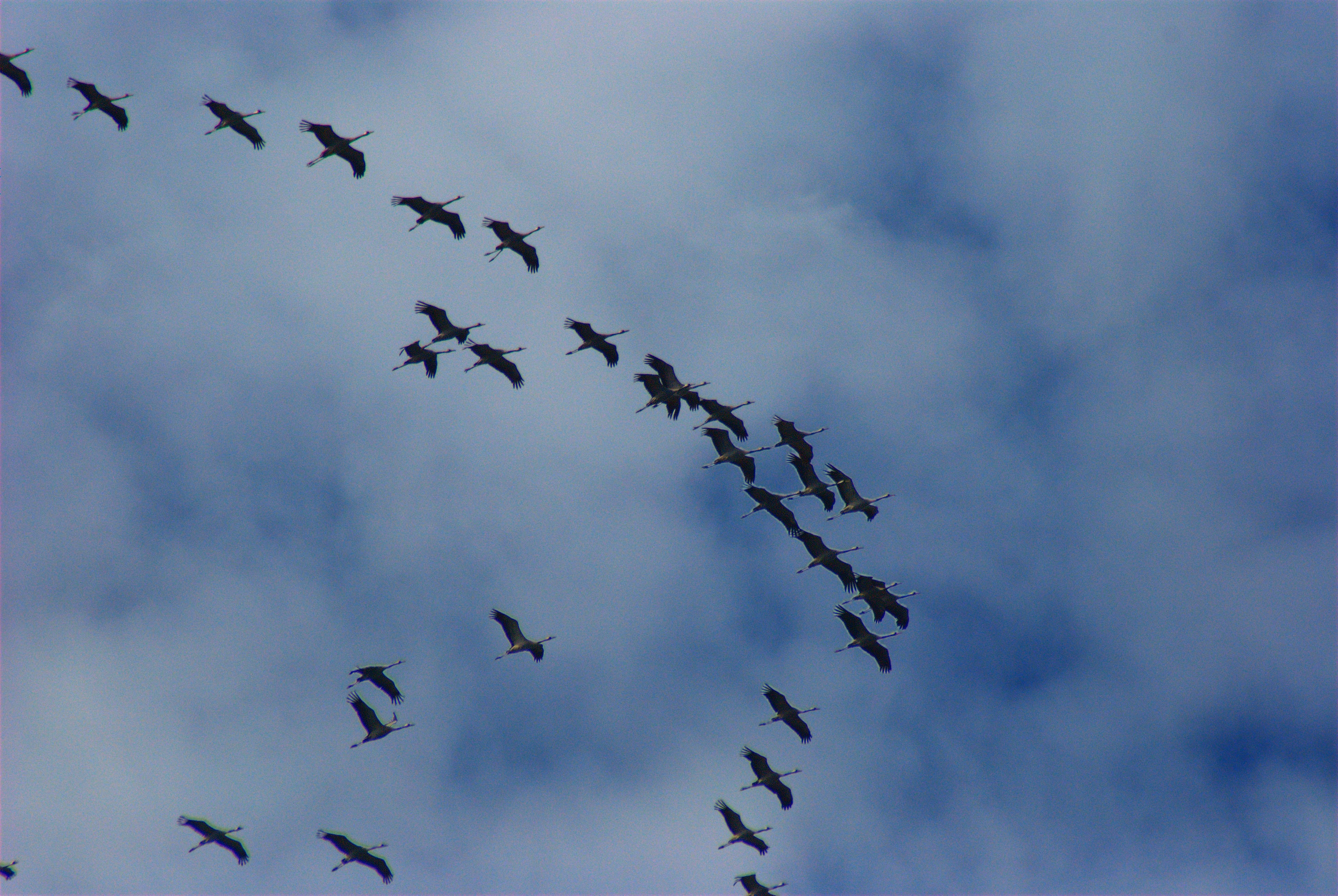
Kraniche (Grus grus) auf ihrem Weg nach Norden, Spanien 2008
Globale Hauptrouten beim Vogelzug
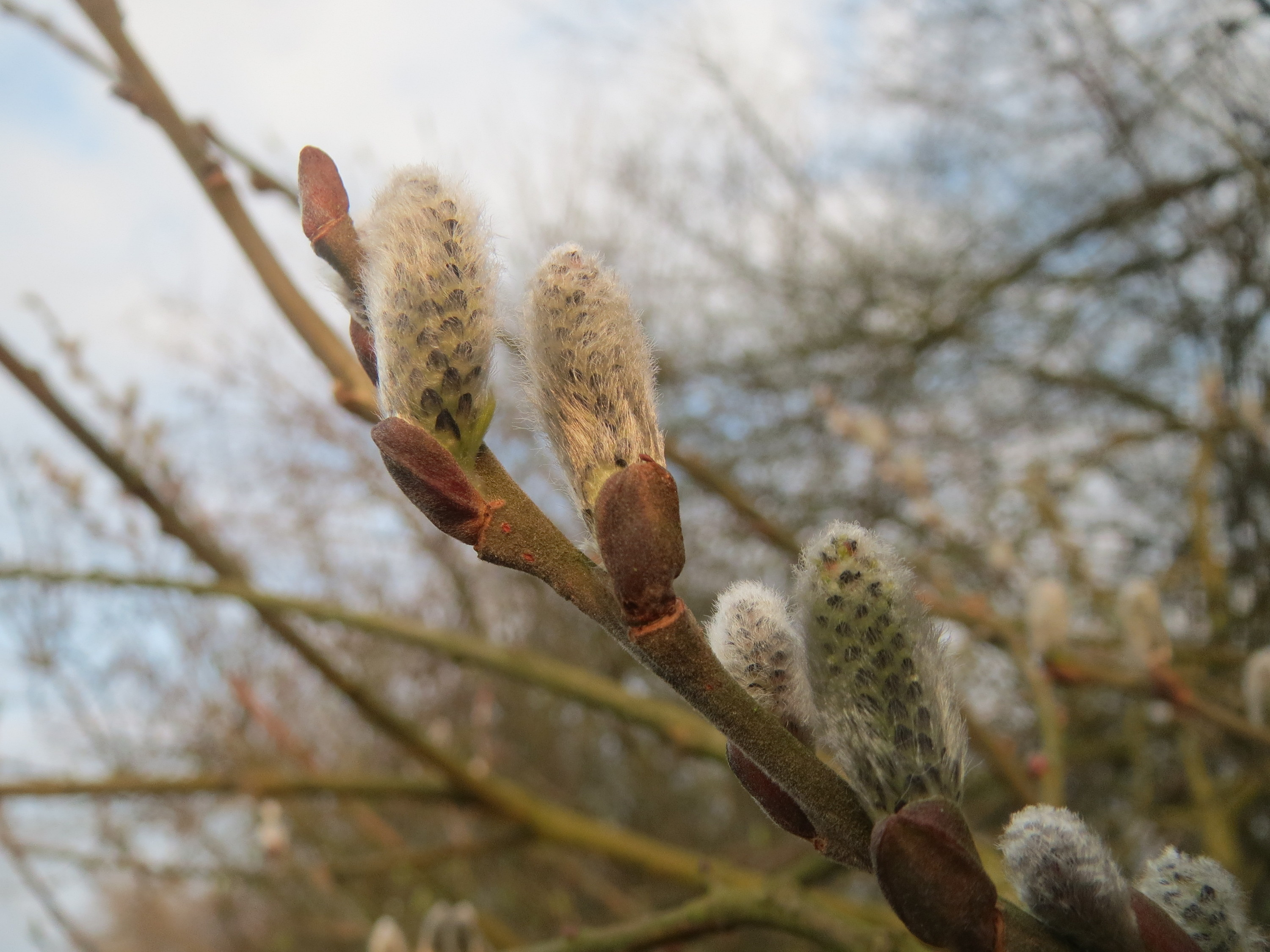
Salweide am 10. März 2016, Commons: Salix caprea im Hockenheimer Rheinbogen
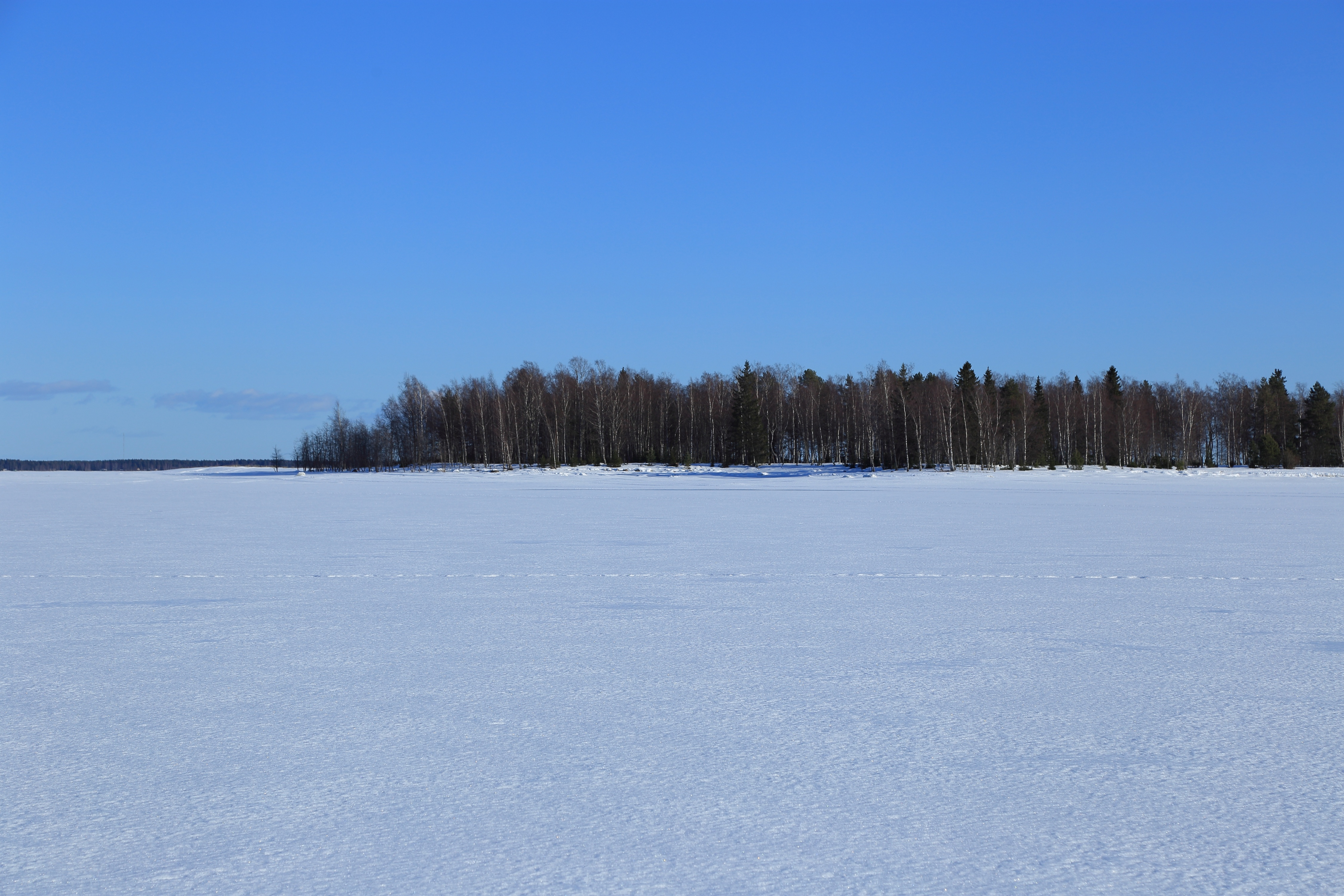
In Finnland liegt im März noch Schnee (Foto vom 19. März 2016), Insel Satakari im Bottenwiek, nördliche Ostsee vor Ii

## Südhalbkugel
Astronomisch wird der Frühling auf der Südhalbkugel durch das Sekundaräquinoktium (Sekundar-Tag-und-Nacht-Gleiche) festgelegt. Der kalendarische Eintrittszeitpunkt variiert und fällt, abhängig unter anderem vom Abstand zum letzten Schaltjahr, auf den 22. oder 23. September.

## Religiös
Mit Frühlingsfesten wird in etlichen Religionen die Zeit um die Tag-Nacht-Gleiche vor dem jeweiligen Sommer gefeiert.
Das jüdische Pessach Fest fällt in den Frühlingsmonat und beginnt nach dem Jüdischen Kalender am 15. Nisan, normalerweise in der Nacht eines Vollmonds nach dem nördlichen Frühlingspunkt oder, aufgrund der Schaltmonate, am zweiten Vollmond nach dem Frühlingsäquinoktium.
Das nach dem Chinesischen Kalender traditionell über 15 Tage gefeierte Chinesische Frühlings- und Neujahrsfest beginnt mit dem Neujahrstag, dessen Termin auf einen Neumond zwischen dem 21. Januar und dem 21. Februar fällt. Im Ostasiatischen Kulturraum markiert die Tag-und-Nacht-Gleiche nicht den Anfang, sondern die Mitte des Frühlings.
Im iranischen Kulturraum und im Bahaitum wird Nouruz als Neujahrs- und Frühlingsfest am 20. oder 21. März gefeiert. Holi ist das aus der hinduistischen Überlieferung stammende indische Frühlingsfest am ersten Vollmondtag des Monats Phalgun (Februar/März).
Seit dem Ersten Konzil von Nicäa, das Kaiser Konstantin I. im Jahr 325 einberief, wurden Regeln zur Berechnung des christlichen Osterdatums festgelegt. Mit der Einführung des Gregorianischen Kalenders wurde für den Frühlingsbeginn der 21. März bestimmt.